# Jean-Michel Jarre
Jean-Michel André Jarre (Lyon, 24 augustus 1948) is een Frans componist en muzikant, gespecialiseerd in het maken van elektronische muziek met behulp van synthesizers. Hij wordt gezien als een van de pioniers van het genre, samen met andere artiesten zoals Tangerine Dream, Vangelis, Kraftwerk, Klaus Schulze, Larry Fast, Kitaro en Isao Tomita.
Jarre staat bekend om zijn spectaculaire openluchtconcerten met lasers en vuurwerk, waarvan er drie het Guinness Book of Records haalden vanwege het enorme aantal toeschouwers. 

## Levensloop

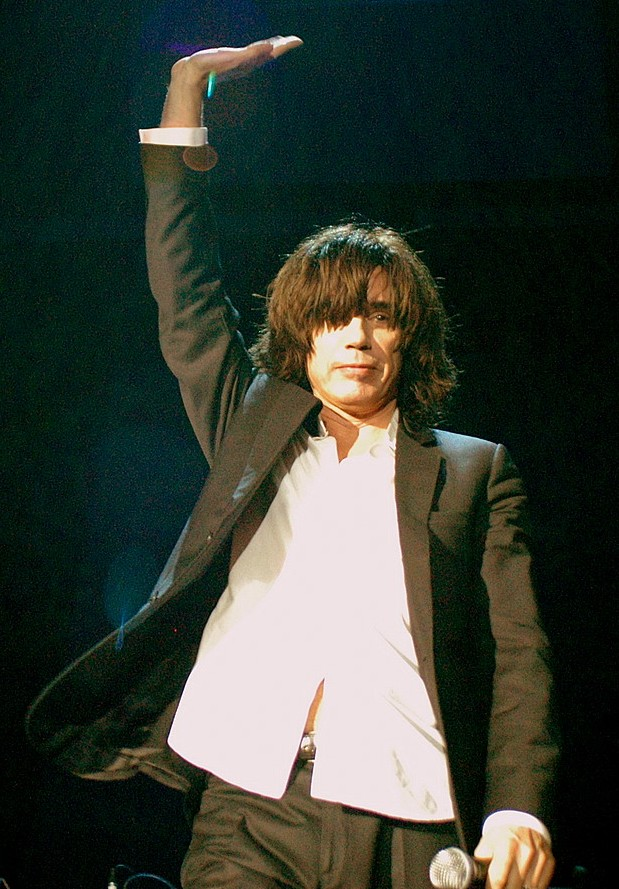
Jean-Michel Jarre tijdens een optreden in Milaan in 2008

Jarre is de zoon van de Franse filmmuziekschrijver Maurice Jarre, die onder meer muziek voor de films Lawrence of Arabia, Doctor Zhivago en Ghost maakte, en van de Franse verzetsstrijdster France Pejot.
Hij brak door in 1977 toen zijn eerste internationale lp uitkwam: Oxygène. De daarvan afkomstige single Oxygène IV werd in verschillende landen een hit. Het orgel dat Jarre voor dit album gebruikte, een Eminent Unique 310, bereikte een cultstatus onder verzamelaars en muzikanten toen bekend werd dat dit instrument verantwoordelijk was voor de 'Jarre-sound'. Het daarop volgende album Équinoxe (1978) was net als Oxygène een groot succes en leverde de hitsingle Équinoxe V op.
In 1981 gaf de Britse ambassade Radio Beijing een exemplaar van Oxygène en Équinoxe. De muziek op deze albums werd hierdoor de eerste buitenlandse muziek sinds tientallen jaren die op de Chinese nationale radio kon worden beluisterd. De republiek nodigde Jarre uit de eerste westerse musicus te worden die er zou spelen. Jarre gaf een reeks concerten in Peking en Shanghai van 18 oktober tot en met 5 november 1981. Het livealbum The Concerts in China werd als dubbelalbum uitgebracht in 1982.
In 1983 trok hij internationaal de aandacht toen hij slechts één exemplaar van de lp Music for Supermarkets liet maken en vervolgens de mastertape vernietigde. Deze lp is destijds integraal via de radio te beluisteren geweest en daarna geveild.
De muziek van Jarre is nog steeds een inspiratiebron voor hedendaagse muzikanten en de albums die hij zelf uitbrengt, vinden nog immer aftrek bij zijn fans. Jarres muziek wordt regelmatig gebruikt als achtergrondmuziek bij televisieseries en documentaires.
In 1993 accepteerde hij de taak van UNESCO Goodwill Ambassador met als doel zijn bekendheid in te zetten voor milieubescherming (duurzame energie, water, het tegengaan van woestijnvorming), jeugd en tolerantie en bescherming van werelderfgoed.
In 2003 kwam zijn scheiding van de Engelse actrice Charlotte Rampling in de Franse pers. De beide voormalige echtelieden gebruikten van alles om 'elkaar zwart te maken'. Jarre ging later een relatie aan met Isabelle Adjani, maar trouwde in 2005 met de Franse actrice Anne Parillaud. Eind 2010 werd ook dit huwelijk verbroken. In 2019 trouwde hij met de Chinese actrice Gong Li.
Jarre gaf in december 2007 tien theaterconcerten in Parijs. De concerten duurden elk ongeveer 95 minuten en vonden plaats in theater Marigny. Op deze concerten werd Oxygène opgevoerd om het 30-jarig bestaan van het album te vieren.
Op 25 maart 2008 stond hij in theater Carré Amsterdam, als onderdeel van de Oxygène Tour, het verlengstuk van de concerten in Parijs. Deze tour, eveneens ter gelegenheid van het 30-jarig jubileum in 2007 van Oxygène, bestond uit concerten in verschillende theaters van Europa.
In mei 2009 begon Jarre aan een wereldwijde tournee onder de naam In>Doors, waarmee hij ook Nederland weer aandeed. Op 26 mei 2009 gaf hij een concert in AFAS Live in Amsterdam. Aangezien het vervolg op de tour plaatsvond in 2010, was dit vervolg 2010 genaamd, tevens refererend aan het gelijknamige boek van sciencefictionschrijver Arthur C. Clarke en als ode aan deze schrijver. Tijdens de tour in 2010 werden, naast concerten in concertzalen en arena's, waaruit het eerste deel van de tour uitsluitend bestond, ook openluchtconcerten gegeven. Jarre kwam opnieuw naar Nederland en gaf op 27 november 2010 een concert in Rotterdam Ahoy. Na ruim dertien jaar was dit het tweede concert van Jarre in Rotterdam Ahoy. De tournee werd voortgezet in 2011.
In oktober 2015 verscheen het album Electronica 1: The Time Machine. Voor elk nummer op dit album werkte Jarre samen met een door hem inspirerend of belangrijk bevonden artiest of act. John Carpenter, Vince Clarke, Armin van Buuren, M83, Gesaffelstein, Robert "3D" del Naja van Massive Attack, Edgar Froese, Boys Noize, Air, Little Boots, Fuck Buttons, Moby, Pete Townshend, Laurie Anderson en Lang Lang leverden bijdragen. Het album vormt het eerste deel van het tweeluik Electronica. Het tweede deel, Electronica 2: The Heart of Noise, werd uitgebracht in mei 2016. Electronica 2 bevat bijdragen van Rone, Pet Shop Boys, Julia Holter, Primal Scream, Gary Numan, Hans Zimmer, Peaches, Sébastien Tellier, The Orb, Siriusmo, Yello, Jeff Mills, Cyndi Lauper, Christophe en Edward Snowden.
Op 2 december 2016, precies veertig jaar na de Franse release van Oxygène, kwam het album Oxygène 3 uit. Dit laatste deel van een trilogie werd daarnaast samen met de eerste Oxygène en Oxygène 7-13 (1997) uitgebracht in een boxset, Oxygène Trilogy, waarbij Oxygène 7-13 werd hernoemd naar Oxygène 2 en een vernieuwde albumcover kreeg.
Op 16 november 2018 kwam een vervolgalbum op Équinoxe uit, getiteld Équinoxe Infinity, precies veertig jaar na de Franse release van de eerste Équinoxe. Het album Équinoxe Infinity verscheen met twee verschillende albumcovers: een lichte, zonnige cover en een meer duistere cover, beide ontworpen door de Franse 3D-kunstenaar Filip Hodas. Het onderliggende thema van het album draait om de ontwikkeling van technologie zoals kunstmatige intelligentie en hoe we ons tot deze ontwikkeling verhouden.
Jarres autobiografie getiteld Mélancolique Rodéo verscheen in 2019 in Frankrijk.
Datzelfde jaar bracht hij de voor iOS beschikbare mobiele app EōN uit, die via een algoritme voortdurend nieuwe muziek en visualisaties blijft creëren. Een uitgebreide uitgave getiteld Snapshots from EōN, met twee cd's en twee lp's met een selectie uit deze app, inclusief een boekwerk met afbeeldingen van de visualisaties, verscheen in een oplage van tweeduizend exemplaren.

## Discografie

### Albums
| Album met eventuele hitnotering(en) in de Nederlandse Album Top 100 | Datum van verschijnen | Datum van binnenkomst | Hoogste positie | Aantal weken | Opmerkingen                                                   |
| ------------------------------------------------------------------- | --------------------- | --------------------- | --------------- | ------------ | ------------------------------------------------------------- |
| Deserted Palace                                                     | 1972                  | -                     |                 |              |                                                               |
| Les Granges Brûlées                                                 | 30-05-1973            | -                     |                 |              | soundtrack                                                    |
| Oxygène                                                             | 1977                  | 18-06-1977            | 4               | 9            |                                                               |
| Équinoxe                                                            | 1978                  | 30-12-1978            | 3               | 19           |                                                               |
| Les Chants Magnétiques / Magnetic Fields                            | 1981                  | 06-06-1981            | 5               | 21           |                                                               |
| Les Concerts en Chine / The Concerts in China                       | 1982                  | 29-05-1982            | 9               | 14           | livealbum                                                     |
| Musik aus Zeit und Raum                                             | 1983                  | -                     |                 |              | verzamelalbum                                                 |
| Synthesis                                                           | 1983                  | -                     |                 |              | verzamelalbum                                                 |
| The Essential                                                       | 1983                  | -                     |                 |              | verzamelalbum                                                 |
| Musique pour Supermarché / Music for Supermarkets                   | 06-07-1983            | -                     |                 |              | oplage van één exemplaar                                      |
| Zoolook                                                             | 1984                  | 01-12-1984            | 27              | 7            |                                                               |
| The Essential 1976-1986                                             | 1985                  | -                     |                 |              | verzamelalbum                                                 |
| Licht: Flying Clouds Vol. 6                                         | 1985                  | -                     |                 |              | verzamelalbum                                                 |
| Rendez-Vous                                                         | 1986                  | 12-04-1986            | 12              | 15           |                                                               |
| En Concert: Houston/Lyon / In Concert: Houston/Lyon                 | 1987                  | 11-07-1987            | 14              | 12           | livealbum                                                     |
| Revolutions                                                         | 1988                  | 15-10-1988            | 17              | 8            |                                                               |
| Jarre Live                                                          | 26-09-1989            | 14-10-1989            | 57              | 7            | livealbum                                                     |
| En Attendant Cousteau / Waiting for Cousteau                        | 11-06-1990            | 30-06-1990            | 27              | 11           |                                                               |
| Images: The Best of Jean Michel Jarre                               | 15-10-1991            | 30-11-1991            | 85              | 3            | verzamelalbum                                                 |
| Détente/Unwind                                                      | 1991                  | -                     |                 |              | verzamelalbum / oplage van tien exemplaren voor Air France    |
| Chronologie                                                         | 25-05-1993            | 12-06-1993            | 56              | 15           |                                                               |
| Hong Kong                                                           | 1994                  | -                     |                 |              | livealbum                                                     |
| Jarremix                                                            | 1995                  | -                     |                 |              | remixalbum                                                    |
| Oxygène 7-13                                                        | 1997                  | 01-03-1997            | 10              | 16           | alias Oxygène 2                                               |
| Cities in Concert: Houston/Lyon                                     | 1997                  | -                     |                 |              | livealbum                                                     |
| Odyssey Through O2                                                  | 1998                  | 30-05-1998            | 92              | 1            | remixalbum                                                    |
| Metamorphoses                                                       | 31-01-2000            | 05-02-2000            | 42              | 3            |                                                               |
| Interior Music                                                      | 2001                  | -                     |                 |              | oplage van duizend exemplaren voor Bang & Olufsen             |
| Sessions 2000                                                       | 2002                  | -                     |                 |              |                                                               |
| Geometry of Love                                                    | 2003                  | -                     |                 |              | voor VIP Room                                                 |
| The Essential                                                       | 2004                  | -                     |                 |              | verzamelalbum                                                 |
| Aero                                                                | 21-09-2004            | 25-09-2004            | 33              | 9            | verzamelalbum / cd & dvd                                      |
| Live in Beijing                                                     | 2005                  | -                     |                 |              | live-dvd                                                      |
| Jarre in China: Édition Collector                                   | 2005                  | -                     |                 |              | livealbum / cd & 2-dvd                                        |
| Solidarnosc Live 2005                                               | 2005                  | -                     |                 |              | live-dvd                                                      |
| Solidarnosc Live 2005: Édition Collector                            | 2005                  | -                     |                 |              | livealbum / cd & dvd                                          |
| Live: Printemps de Bourges 2002                                     | 2006                  | -                     |                 |              | livealbum / enkel verkrijgbaar via iTunes                     |
| The Symphonic Jean Michel Jarre                                     | 2006                  | -                     |                 |              | met The City of Prague Philharmonic Orchestra / verzamelalbum |
| Sublime Mix                                                         | 2006                  | -                     |                 |              | verzamelalbum/remixalbum / voor Jaguar Frankrijk              |
| Téo & Téa                                                           | 26-03-2007            | 31-03-2007            | 46              | 3            |                                                               |
| Oxygène: The Complete Oxygène                                       | 2007                  | -                     |                 |              | boxset                                                        |
| Oxygène: New Master Recording                                       | 11-12-2007            | -                     |                 |              |                                                               |
| Oxygène: Live in Your Living Room                                   | 2007                  | -                     |                 |              | cd & dvd                                                      |
| Essentials & Rarities                                               | 30-05-2011            | 04-06-2011            | 89              | 1            | verzamelalbum                                                 |
| InFiné by JMJ                                                       | 2013                  | -                     |                 |              | verzamelalbum                                                 |
| Essential Recollection                                              | 2015                  | -                     |                 |              | verzamelalbum                                                 |
| Electronica 1: The Time Machine                                     | 16-10-2015            | 24-10-2015            | 5               | 4            |                                                               |
| Electronica 2: The Heart of Noise                                   | 06-05-2016            | 07-05-2016            | 14              | 3            |                                                               |
| Oxygène 3                                                           | 02-12-2016            | 10-12-2016            | 20              | 2            |                                                               |
| Oxygène Trilogy                                                     | 02-12-2016            | 10-12-2016            | 58              | 1            | boxset                                                        |
| Radiophonie Vol. 9                                                  | 13-01-2017            | -                     |                 |              | oplage van tweeduizend exemplaren                             |
| Planet Jarre: 50 Years of Music                                     | 14-09-2018            | 22-09-2018            | 23              | 1            | verzamelalbum                                                 |
| Équinoxe Infinity                                                   | 16-11-2018            | 24-11-2018            | 26              | 2            |                                                               |
| Snapshots from EōN                                                  | 13-12-2019            | -                     |                 |              | oplage van tweeduizend exemplaren                             |
| Radiophonie Vol. 10                                                 | 23-07-2020            | -                     |                 |              | oplage van tweeduizend exemplaren                             |
| Amazônia                                                            | 09-04-2021            | 17-04-2021            | 24              | 1            |                                                               |
| Welcome to the Other Side: Concert from Virtual Notre-Dame          | 10-09-2021            | 18-09-2021            | 39              | 1            | livealbum                                                     |
| Radiophonie Vol. 12                                                 | 11-02-2022            | -                     |                 |              | oplage van tweeduizend exemplaren                             |
| Oxymore                                                             | 21-10-2022            | 29-10-2022            | 21              | 1            |                                                               |

| Album met hitnotering(en) in de Vlaamse Ultratop 200 albums | Datum van verschijnen | Datum van binnenkomst | Hoogste positie | Aantal weken | Opmerkingen                       |
| ----------------------------------------------------------- | --------------------- | --------------------- | --------------- | ------------ | --------------------------------- |
| Oxygène 7-13                                                | 1997                  | 08-03-1997            | 19              | 6            | alias Oxygène 2                   |
| Metamorphoses                                               | 2000                  | 19-02-2000            | 49              | 1            |                                   |
| Aero                                                        | 2004                  | 09-10-2004            | 96              | 2            | verzamelalbum / cd & dvd          |
| Téo & Téa                                                   | 2007                  | 07-04-2007            | 53              | 6            |                                   |
| Electronica 1: The Time Machine                             | 16-10-2015            | 24-10-2015            | 9               | 15           |                                   |
| Electronica 2: The Heart of Noise                           | 06-05-2016            | 14-05-2016            | 14              | 22           |                                   |
| Oxygène 3                                                   | 02-12-2016            | 10-12-2016            | 30              | 11           |                                   |
| Oxygène Trilology                                           | 02-12-2016            | 10-12-2016            | 84              | 1            |                                   |
| Radiophonie Vol. 9                                          | 13-01-2017            | 21-01-2017            | 142             | 1            | oplage van tweeduizend exemplaren |
| Planet Jarre: 50 Years of Music                             | 14-09-2018            | 22-09-2018            | 16              | 8            | verzamelalbum                     |
| Équinoxe Infinity                                           | 16-11-2018            | 24-11-2018            | 20              | 7            |                                   |
| Amazônia                                                    | 09-04-2021            | 17-04-2021            | 23              | 2            |                                   |
| Welcome to the Other Side: Concert from Virtual Notre-Dame  | 10-09-2021            | 18-09-2021            | 31              | 1            | livealbum                         |
| Oxymore                                                     | 21-10-2022            | 29-10-2022            | 16              | 2*           |                                   |

### Singles
| Single met eventuele hitnotering(en) in de Nederlandse Top 40 | Datum van verschijnen | Datum van binnenkomst | Hoogste positie | Aantal weken | Opmerkingen                                     |
| ------------------------------------------------------------- | --------------------- | --------------------- | --------------- | ------------ | ----------------------------------------------- |
| Oxygène IV                                                    | 1977                  | 18-06-1977            | 4               | 8            | nr. 3 in de Single Top 100 / Alarmschijf        |
| Équinoxe V                                                    | 1979                  | 31-03-1979            | 13              | 7            | nr. 10 in de Single Top 100                     |
| Magnetic Fields II                                            | 1981                  | 29-08-1981            | 34              | 3            | nr. 33 in de Single Top 100                     |
| Oxygène 8                                                     | 1997                  | 15-02-1997            | tip4            | -            | nr. 53 in de Single Top 100                     |
| Oxygène 10                                                    | 1997                  | 21-06-1997            | tip9            | -            | nr. 76 in de Single Top 100                     |
| C'est la Vie                                                  | 2000                  | -                     |                 |              | met Natacha Atlas / nr. 60 in de Single Top 100 |

| Single met hitnotering(en) in de Vlaamse Ultratop 50 | Datum van verschijnen | Datum van binnenkomst | Hoogste positie | Aantal weken | Opmerkingen                 |
| ---------------------------------------------------- | --------------------- | --------------------- | --------------- | ------------ | --------------------------- |
| Oxygène IV                                           | 1977                  | 25-06-1977            | 3               | 9            | nr. 3 in de Radio 2 Top 30  |
| Équinoxe V                                           | 1979                  | 14-04-1979            | 16              | 4            | nr. 17 in de Radio 2 Top 30 |
| Magnetic Fields II                                   | 1981                  | 29-08-1981            | 40              | 1            |                             |
| Stardust                                             | 2015                  | 08-08-2015            | tip78           | -            | met Armin van Buuren        |

### NPO Radio 2 Top 2000
| Nummer met noteringen in de NPO Radio 2 Top 2000 | '99 | '00 | '01 | '02 | '03  | '04 | '05 | '06  | '07 | '08 | '09  | '10  | '11  | '12  | '13  | '14  | '15  | '16  | '17  | '18  | '19  | '20  | '21  | '22  | '23  | '24  |
| ------------------------------------------------ | --- | --- | --- | --- | ---- | --- | --- | ---- | --- | --- | ---- | ---- | ---- | ---- | ---- | ---- | ---- | ---- | ---- | ---- | ---- | ---- | ---- | ---- | ---- | ---- |
| Oxygène IV                                       | 660 | 596 | 469 | 815 | 1028 | 771 | 982 | 1032 | 969 | 916 | 1354 | 1107 | 1164 | 1004 | 1046 | 1048 | 1198 | 1423 | 1460 | 1497 | 1490 | 1466 | 1622 | 1522 | 1578 | 1650 |

1. ↑  Een vetgedrukt getal geeft de hoogste notering aan.

### Dvd's
| Dvd's met hitnoteringen in de Nederlandse Music Top 30 | Datum van verschijnen | Datum van binnenkomst | Hoogste positie | Aantal weken | Opmerkingen |
| ------------------------------------------------------ | --------------------- | --------------------- | --------------- | ------------ | ----------- |
| Jarre in China                                         | 2005                  | 04-06-2005            | 3               | 13           |             |
| Solidarnosc Live                                       | 2005                  | 24-12-2005            | 29              | 2            |             |

## Filmografie
| Jaar | Titel                   | Opmerkingen |
| ---- | ----------------------- | ----------- |
| 1973 | Les Granges Brûlées     |             |
| 1979 | Die Hamburger Krankheit |             |
| 1980 | Barnens ö               |             |
| 2006 | Strajk                  |             |

## Concerten/tournees/optredens
| Jaar | Naam                               | Plaats                                              | Bijzonderheden |
| ---- | ---------------------------------- | --------------------------------------------------- | --- |
| 1979 | Place de la Concorde               | Parijs, Frankrijk                                   | vermelding in het Guinness Book of Records vanwege het wereldwijd recordaantal toeschouwers bij een concert: 1 miljoen |
| 1981 | The Concerts in China              | Peking/Shanghai, China                              | hier was Jarre de eerste westerse popartiest die mocht optreden in China |
| 1986 | Rendez-Vous Houston                | Houston, Verenigde Staten                           | vermelding in het Guinness Book of Records vanwege het wereldwijd recordaantal toeschouwers bij een concert: 1,5 miljoen |
| 1986 | Rendez-Vous Lyon                   | Lyon, Frankrijk                                     | |
| 1988 | Destination Docklands              | Londen, Verenigd Koninkrijk                         | |
| 1989 | Destination Trocadero              | Parijs, Frankrijk                                   | |
| 1990 | Paris la Défense                   | Parijs, Frankrijk                                   | |
| 1992 | Swatch the World                   | Zermatt, Zwitserland                                | |
| 1992 | Legends of the Lost City           | Sun City, Rustenburg, Zuid-Afrika                   | |
| 1993 | Europe in Concert                  | Europa                                              | |
| 1994 | Hong Kong                          | Hong Kong Stadium, Hongkong, China                  | opening Hong Kong Stadium |
| 1995 | Concert pour la Tolérance          | Eiffeltoren, Parijs, Frankrijk                      | |
| 1995 | Festa Italiana                     | Piazza Vittorio Veneto, Turijn, Italië              | |
| 1997 | Wetten Dass                        | Rathaus, Wenen, Oostenrijk                          | |
| 1997 | Oxygène Tour                       | Europa                                              | tour n.a.v. het dat jaar uitgebrachte album Oxygène 7-13, met o.a. een concert in Rotterdam Ahoy |
| 1997 | Oxygène in Moscow                  | Moskou, Rusland                                     | vermelding in het Guinness Book of Records vanwege het wereldwijd recordaantal toeschouwers bij een concert: 3,5 miljoen |
| 1998 | France Festival                    | Tokyo International Exhibition Center, Tokio, Japan | |
| 1998 | Nuit Électronique                  | Eiffeltoren, Parijs, Frankrijk                      | met Tetsuya Komuro |
| 1998 | iMac Night                         | Parijs, Frankrijk                                   | |
| 1999 | The Twelve Dreams of the Sun       | Gizeh, Egypte                                       | millenniumwisselingsconcert |
| 2000 | Metamorphoses Showcase             | Man Ray, Parijs, Frankrijk                          | |
| 2001 | Rendez-Vous in Space               | Okinawa, Japan                                      | met Tetsuya Komuro |
| 2001 | Hymn to the Akropolis              | Athene, Griekenland                                 | |
| 2002 | Le Printemps de Bourges            | Bourges, Frankrijk                                  | "Audio Brunch" |
| 2002 | AERO                               | windmolenpark Gammel Vrå Enge, Aalborg, Denemarken  | 7 september |
| 2004 | Live in Beijing                    | Verboden Stad, Peking, China                        | |
| 2005 | Once Upon a Time                   | Parken, Kopenhagen, Denemarken                      | 2 april; H.C. Andersen 2005 Concert, openingsceremonie |
| 2005 | Salle des Étoile                   | Sporting Monte-Carlo, Monte Carlo, Monaco           | |
| 2005 | Solidarnosc                        | Gdańsk, Polen                                       | 26 augustus; "Space of Freedom" |
| 2005 | LinX Live Event                    | AED Studios, Lint, België                           | opening AED Studios (voorheen Eurocam Media Center) |
| 2006 | Water for Life                     | Merzouga-woestijn, Sahara, Marokko                  | 16 december; voor de UN |
| 2007 | Téo & Téa Showcase                 | AED Studios, Lint, België                           | |
| 2007 | Oxygène sur Scène                  | Théâtre Marigny, Parijs, Frankrijk                  | 12-26 december; tien live-uitvoeringen van Oxygène in theater Marigny, ter gelegenheid van het 30-jarig jubileum van het album en om de dat jaar uitgebrachte "New Master Recording" en dvd Oxygène: Live in Your Living Room te promoten |
| 2008 | Oxygène Tour                       | Europa                                              | tour langs verschillende Europese theaters, o.a. de Royal Albert Hall in Londen en Theater Carré in Amsterdam, ter gelegenheid van 30 jaar Oxygène                                                                                        |
| 2009 | In>Doors                           | wereldtournee                                       | het begin van Jarres eerste wereldtournee, op 26 mei deed deze AFAS Live in Amsterdam aan |
| 2010 | 2010                               | wereldtournee                                       | het vervolg op de tournee In>Doors, met ditmaal in plaats van enkel overdekte concerten ook openluchtconcerten; tevens werd op 27 november een concert gegeven in Rotterdam Ahoy                                                          |
| 2011 | Live in Monaco                     | Port Hercule, Monte Carlo, Monaco                   | 1 juli; openluchtconcert ter gelegenheid van het huwelijk van Albert van Monaco en Charlene Wittstock |
| 2013 | Festival International de Carthage | Amfitheater van El Djem, Tunesië                    | 12 augustus |
| 2016 | Electronica Tour                   | wereldtournee                                       | met o.a. op 22 november een concert in AFAS Live in Amsterdam |
| 2017 | Live @ The Dead Sea                | Tel Aviv, Israël                                    | 6 april; "The Zero Gravity Concert" |
| 2017 | The Connection Concert             | Liébana, Cantabrië, Spanje                          | 29 april |
| 2018 | The Green Concert                  | Riyad, Saoedi-Arabië                                | 23 september |

## Eretitels
- Officier in de Nationale orde van het Legioen van Eer (2011)
- Commandeur in de Nationale orde van het Legioen van Eer (2021)